# Episcada hymenaea
Espèce
Episcada hymenaea est un insecte lépidoptère  de la famille des Nymphalidae, de la sous-famille des Danainae et du genre Episcada.

## Dénomination
L'espèce Episcada hymenaea a été décrite par Otto von Prittwitz (d) en 1865 sous le nom initial d’Ithonia hymenaea.

## Liste des sous-espèces
- Episcada hymenaea  hymenaea ; présent au Venezuela, au Brésil et en Bolivie
- Episcada hymenaea caucana (Brown, 1970) ; présent en Colombie
- Episcada hymenaea centralis (Brown & Mielke, 1970) ; présent au Brésil.
- Episcada hymenaea ssp ; présent  au Venezuela
- Episcada hymenaea ssp ; présent au Pérou
- Episcada hymenaea ssp ; présent au Pérou[1].

### Nom vernaculaire
Episcada hymenaea se nomme Hymenaea Clearwing en anglais.

## Description
Episcada hymenaea est un papillon à l'abdomen mince, aux ailes à apex arrondi avec les ailes antérieures beaucoup plus longues que les ailes postérieures et à bord interne concave. Les ailes sont transparentes avec de très fines veines marron doré et une bordure orange à jaune d'or sur les bords costal, externe et interne avec en plus aux ailes antérieures une bordure de la cellule depuis le bord costal.

## Écologie et distribution
Episcada hymenaea est présent au Venezuela, en Colombie, en Équateur, dans le Nord de l'Argentine, au Paraguay, au Brésil, en Bolivie et au Pérou,.

### Protection
Pas de statut de protection particulier.